# Гусинне (Половинський округ)
Гуси́нне (рос. Гусинное) — присілок у складі Половинського округу Курганської області, Росія.
Населення — 27 осіб (2010, 135 у 2002).
Національний склад станом на 2002 рік:
- росіяни — 60 %
- казахи — 30 %